# 名出保太郎
名出 保太郎（ないで やすたろう、1866年2月7日（慶応元年12月22日） - 1945年（昭和20年）9月6日）は、日本の聖職者、教育者。元田作之進とともに日本人として聖公会初の監督（主教）を務めた。日本聖公会大阪教区初代主教。築地・聖三一教会（立教教会）初代牧師。

## 人物・経歴
紀伊国那賀郡名手村（現・和歌山県紀の川市）で庄屋の家に生まれる。和歌山の小学校で教員を務める。
その後、大阪に出て、テオドシウス・ティング（米国聖公会宣教師）の大阪・川口の英和学舎（立教大学の前身の一つ）で学び、ティングのもとで聖職者としての道に進む。
1879年（明治12年）、日本の聖公会として初代の日本人牧師に就任。聖公会としては横山錦柵が1877年（明治10年）に米国で按手を受け日本人初の聖職者となっている。
その後、東京へ行き、同じく米国聖公会が設立し東京三一神学校（現・聖公会神学院）で学ぶ。
1882年（明治15年）12月に、ジェームズ・ガーディナーの設計による新しい校舎が築地居留地37番に竣工し、翌1883年（明治16年）1月に立教大学校（立教大学の前身校）が開設されると、同大学校内に東京三一神学校（後に築地居留地53番へ移転）も並置された。この時、神学校の学生であった名出ら学生たちは自分に割り当てられた寄宿舎（寮）の3階北側の屋根裏部屋を不満に思い、同校舎兼寄宿舎（寮）で寝起きを共にするチャニング・ウィリアムズ（立教大学創設者）に改善を要望すると、ウィリアムズがその屋根裏部屋へ移り、学生らを自身が使っていた2階の南側の部屋に移動させた。名出らが申し訳なく謝ると、ウィリアムズは「自分が部屋を使うのは寝るときだけであり、学生は勉強のためによい部屋を使うべきだ」と言って一度決めたことを譲らなかったという。
1887年（明治20年）2月、日本におけるイングランド国教会と米国聖公会の合同により、日本聖公会が設立される。
1889年（明治22年）12月、立教大学校（築地居留地37番）に主教館（築地居留地38番）を挟んで隣接する築地居留地39番に聖三一大聖堂（立教教会、築地・聖三一教会）が竣工し、築地の各集会所の会衆と、深川聖三一教会（後の真光教会）から分かれた会衆によって築地・聖三一教会（現・東京聖三一教会）が発足すると、聖公会の浅草講義所の専任伝道師を務めていた名出保太郎が司祭として築地・聖三一教会の初代牧師に就任。
1890年（明治23年）、東京三一神学校（現・聖公会神学院）を卒業。
名出が築地・聖三一教会へ移った後の浅草講義所の後任として、宮崎敬介が1891年（明治24年）4月に仮司牧者として任じられた
名出は東京の神田基督教会においても、小橋勝之助や林歌子という後に石井亮一と関係する者らとともに活動を行った。
1897年（明治30年）、大阪の川口基督教会に着任し、献身的な奉仕を行い、1920年（大正9年）4月には、ウィリアム・ウィルソンの設計により煉瓦造の会堂と会館および木造の牧師館が竣工する。
1900年代初頭には、米国へ赴き、ヴァージニア神学校の講義に出席する。
1923年（大正12年）、日本聖公会大阪教区が成立し、同年12月11日に川口基督教会で「大阪教区監督按手式」が行われ、初代教区主教に就任する。この按手式で名出が着用した「新監督の法衣礼服」は、「故監督ウイリアムズ師の遺品」であった。同1923年（大正12年）には、日本聖公会東京教区も創設され、同年12月7日に元田作之進が日本人初の監督（主教）に就任している。
1924年（大正13年）、ヴァージニア神学校より小林彦五郎とともにアジア人として初めて名誉神学博士号を授与される。
1945年（昭和20年）9月6日、大阪市の聖バルナバ病院で死去。

## 親族・家族
名出の息子のTakeshi (1922年生) と孫のTimothy (1962年生) は、ともにヴァージニア神学校を卒業し、日本で奉仕活動を行っている。